# Vijayapura
Vijayapura é um cidade no distrito de Bangalore Rural, no estado indiano de Karnataka.

## Geografia
Vijayapura está localizada a 13° 17′ N, 77° 48′ L. Tem uma altitude média de 883 metros (2896 pés).

## Demografia
Segundo o censo de 2001, Vijayapura tinha uma população de 29 458 habitantes. Os indivíduos do sexo masculino constituem 52% da população e os do sexo feminino 48%. Vijayapura tem uma taxa de literacia de 64%, superior à média nacional de 59,5%: a literacia no sexo masculino é de 69% e no sexo feminino é de 59%. Em Vijayapura, 13% da população está abaixo dos 6 anos de idade.